# Heartstopper
 (octobre 2024).
Pour l’article homonyme, voir Heartstopper (série télévisée).
Heartstopper est une série de bande dessinée en ligne publiée depuis septembre 2016 par la Britannique Alice Oseman sur un Tumblr dédié.
Cette série dérivée du roman Solitaire (2014) met en scène la relation entre deux adolescents élèves d'une grammar school, l'intellectuel rêveur Charlie Spring et le rugbyman plus trivial Nick Nelson,.
Hachette publie des recueils de la série au Royaume-Uni depuis 2017 et en France depuis 2019. Scholastic la publie aux États-Unis depuis 2019.

## Résumé

### Volume 1
Dans ce volume, Charlie et Nick se rencontrent pour la première fois au lycée. Charlie, gay, a été gravement harcelé l'année précédente après que quelqu'un ait parlé à tout le monde de son orientation sexuelle. Il possède heureusement quelques amis, principalement Tao, un garçon un peu bougon. Charlie vit une relation cachée avec Ben, un garçon qui est encore « dans le placard » ; ils ne se rencontrent que pour s'embrasser en cachette. Nick, lui, pense être hétéro. Il est bien intégré au lycée et joue au rugby.
Charlie et Nick se rencontrent lorsqu'ils deviennent voisins de table en classe. Ils se rapprochent peu à peu, notamment à la faveur d'un accident de stylo où Nick se retrouve les mains tachées d'encre. Nick propose à Charlie de s'initier au rugby. Charlie accepte la proposition malgré ses doutes, et grâce aux encouragements de Nick et de la professeure d'EPS Mme Singh, tout se passe bien. Charlie gagne en assurance et décide de ne plus fréquenter Ben car il ne se sent pas bien dans cette relation, mais ce dernier refuse et ira même jusqu'à tenter de l'embrasser de force. Nick aperçoit la scène et vient au secours de Charlie en écartant Ben. Charlie et Nick se voient souvent et s'entendent remarquablement bien. Charlie tombe amoureux de Nick, mais n'ose pas lui en parler, persuadé que ce dernier est hétérosexuel. Tao qui se rend bien compte que Charlie a un faible pour Nick, a peur pour lui et lui conseille de renoncer à ses sentiments naissants pour se protéger. Malgré tout, Charlie n'arrive pas à arrêter de voir Nick. Ils jouent ensemble avec Nellie, la chienne de Nick, jouent ensemble à Super Mario Bros ou encore dans la neige. Aussi Charlie initie Nick à la batterie.
Vers la fin du volume, Nick se met à douter de son hétérosexualité. Il prend un peu de distance avec ses amis rugbymans les plus homophobes. L'équipe de rugby de Nick et Charlie remporte un match. Leurs camarades commencent à soupçonner quelque chose quant à leur relation, mais Mme Singh veille et coupe court aux regards et aux commentaires. Un jour, Nick invite Charlie à l'accompagner à la fête d'anniversaire d'un de ses amis, Harry Greene, qui a lieu dans une vaste résidence privatisée avec des dizaines de personnes. Charlie redoute la bande d'amis rugbymans de Nick, qui ont l'air virils et homophobes, mais il y vient quand même. Charlie est heureux de retrouver Nick. Mais Harry intervient et annonce à Nick qu'il a aussi invité Tara Jones, une ancienne élève de leur lycée avec qui Nick était un sorti dans le passé. Charlie, attristé, les laisse. Pour empirer les choses, il tombe sur Ben. Pendant ce temps, Nick et Tara discutent. Tara apprend à Nick qu'elle s'est découverte lesbienne et qu'elle est venue avec sa petite amie. Nick a décidément des doutes sur la nature de ce qu'il ressent pour Charlie. Il part le chercher. Dans l'intervalle, Charlie a trouvé la force d'écarter Ben en lui disant de ne plus le toucher. Nick retrouve Charlie et ils explorent ensemble la résidence à l'écart des autres. Assis dans un coin, ils se prennent la main et finissent par s'embrasser. Mais les amis de Nick l'appellent et Nick, bouleversé par ce qui vient d'arriver, s'esquive précipitamment, laissant Charlie persuadé qu'il vient de tout gâcher.

### Volume 2
Le lendemain de la fête d'anniversaire de Harry, Nick vient sonner à la porte de Charlie pour s'excuser d'être parti. Ils s'embrassent à nouveau. Le jeune frère de Charlie, Olly, les surprend, mais il est simplement content pour eux. Nick apprend à Charlie qu'il a besoin de temps pour comprendre ce qui lui arrive. En se découvrant amoureux de Charlie, Nick remet en question sa sexualité. Il fait des recherches et découvre qu'il est bisexuel.
Les deux garçons se revoient et s'embrassent en cachette au lycée. À l'occasion de son anniversaire, Charlie présente Nick à ses amis : Tao, Aled qui est un garçon timide, et Elle, une fille trans qui a fait son coming out trans l'année précédente et qui a quitté le lycée pour Higg's School, une école de filles. Nick les apprécie et tous passent une bonne après-midi à jouer au bowling. Cependant, Tao voit bien que Charlie s'intéresse toujours à Nick, et profite d'un passage commun aux toilettes pour avertir Charlie de se défier de Nick, par crainte que Charlie se retrouve de nouveau harcelé. Charlie s'efforce de rassurer Tao au sujet de Nick, mais le présente comme un simple ami. Nick les entend parler par hasard. Plus tard, il en parle à Charlie, qui le rassure.
Au mois de mai, Charlie se retrouve avec Tara dans l'orchestre de l'école. Un jour que Nick croise Tara en venant retrouver Charlie lors d'une répétition, il confie à Tara le secret de sa relation amoureuse avec Charlie. Tara les soutient et lui présente sa petite amie, Darcy Olsson. Un autre jour, alors que Charlie et Nick s'embrassent, ils sont surpris par Tori, la grande sœur de Charlie, qui se réjouit pour eux et garde leur secret.
Le samedi suivant, Nick invite Charlie à passer du temps avec ses propres amis au cinéma. Certains, comme Christian et Sai, font un bon accueil à Charlie, mais les autres, Harry Greene en particulier, se moquent de lui. Nick écarte Harry. Après le départ de Charlie, Nick demande des explications à Harry pour son comportement. Lors de ses explications, Harry insulte Charlie, Nick se met alors en colère et ils se battent. Le lendemain, Charlie s'alarme en voyant Nick avec un œil au beurre noir. Après s'être repasser en mémoire les événements de la fin de soirée, ils passent l'après-midi ensemble et Nick emmène Charlie à la plage. Vers la fin du volume, Nick rassemble assez de courage pour confier à sa mère qu'il sort avec Charlie ; celle-ci le réconforte et est contente pour eux.

### Volume 3
Nick et Charlie, maintenant en couple, doivent surmonter leurs premiers défis relationnels et leurs problèmes personnels ainsi qu'un voyage scolaire à Paris. Nick et Charlie réussissent a faire leur coming out à leur famille et à leurs amis.

### Volume 4
Nick se prépare à faire son coming-out à son père tandis que Charlie lutte contre un trouble du comportement alimentaire et des troubles obsessionnels compulsifs.

### Volume 5
Charlie et Nick aimeraient pousser leur relation plus loin et faire l'amour ensemble pour la première fois. Encore faut-il convaincre leurs familles respectives de les laisser passer une nuit ensemble. La fin de l'année approche qui charrie avec elle son lot de stress. Charlie a des examens à passer et est sollicité par ses amies pour être batteur lors d'un concert public. Nick, en dernière année de lycée, s'interroge sur l'université où il ira l'année suivante et craint les conséquences de la distance sur sa relation avec Charlie. Chacun s'efforce de prendre davantage d'assurance.

## Personnages

### Principaux
- Charles "Charlie" Spring
- Nicholas "Nick" Nelson

### Secondaires
- Tao Xu
- Victoria "Tori" Spring
- Elle Argent (Ella Argent dans la version française)
- Tara Jones
- Darcy Olsson
- Aled Last
- Benjamin "Ben" Hope
- Harry Greene
- Oliver "Ollie" Spring
- Nellie Nelson
- Michael Holden
- Sarah Nelson

## Liste des volumes

### Heartstopper
- 1. Deux garçons, une rencontre, Hachette romans, 9 octobre 2019
Scénario et dessin : Alice Oseman - (ISBN 9782017108313)
- 2. Un secret, Hachette romans, 18 mars 2020
Scénario et dessin : Alice Oseman - (ISBN 9782017108320)
- 3. Un voyage à Paris, Hachette romans, 24 juin 2020
Scénario et dessin : Alice Oseman - (ISBN 9782017114260)
- 4. Choses sérieuses, Hachette romans, 9 juin 2021
Scénario et dessin : Alice Oseman - (ISBN 9782017114321)
- 5. Premières fois, Hachette romans, 7 décembre 2023
Scénario et dessin : Alice Oseman - (ISBN 9782017160090)

#### Correspondance entre le chapitrage duwebcomicet les volumes imprimés
- Le premier volume contient les chapitres 1 et 2 de la version auto-publiée.
- Le deuxième volume contient le chapitre 3 de la version auto-publiée.
- Le troisième volume contient le chapitre 4 de la version auto-publiée.
- Le quatrième volume contient les chapitres 5 et 6 de la version auto-publiée.
- Le cinquième volume est paru 7 décembre 2023 en France.
- Le sixième volume, qui sera le dernier, n'a pas encore de date de sortie prévue.

### Novellas
- L'année solitaire. L'histoire de Tori Spring, la sœur de Charlie. Paru en français le 12 octobre 2023.
- Cet Hiver. Une novella dans l'univers de Heartstopper. Dans ce volume, Tori et Charlie sont au centre de l'histoire pendant les fêtes de fin d'année. Il est sorti le 20 octobre 2021 en France.
- Nick & Charlie. Une novella dans l'univers de Heartstopper. Dans ce volume, Nick s'apprête à entrer à l'université tandis que Charlie en est à sa dernière année au lycée. Il est sorti le 20 octobre 2021 en France.

### Autres volumes
- L'album-souvenir Heartstopper (The Heartstopper Yearbook), Alice Oseman, Hachette romans, paru en français le 26 octobre 2022.  (EAN 9782017160175)
- Heartstopper : carnet de coloriage, Alice Oseman, Hachette romans, paru en français le 12 juillet 2023.  (EAN 9782017160120)

## Accueil critique
Grâce à des dessins simples et une composition tout aussi simple mais efficace, Heartstopper bénéficie d'une « narration percutante » qui rend la série prenante. En dépit de clichés, c'est une série positive qui retranscrit bien les maux et espoirs des jeunes adolescents LGBTQ+.

## Adaptation en série
En novembre 2019, See-Saw Films annonce avoir acquis les droits d'adaptation de Heartstopper en vue d'en faire une version de série télévisée. En janvier 2021, la plate-forme de vidéo à la demande Netflix annonce qu'elle diffusera cette adaptation. La série télévisée Heartstopper est mise en ligne sur Netflix fin avril 2022.